# Wilhelm Altmann
Pour les articles homonymes, voir Altmann.

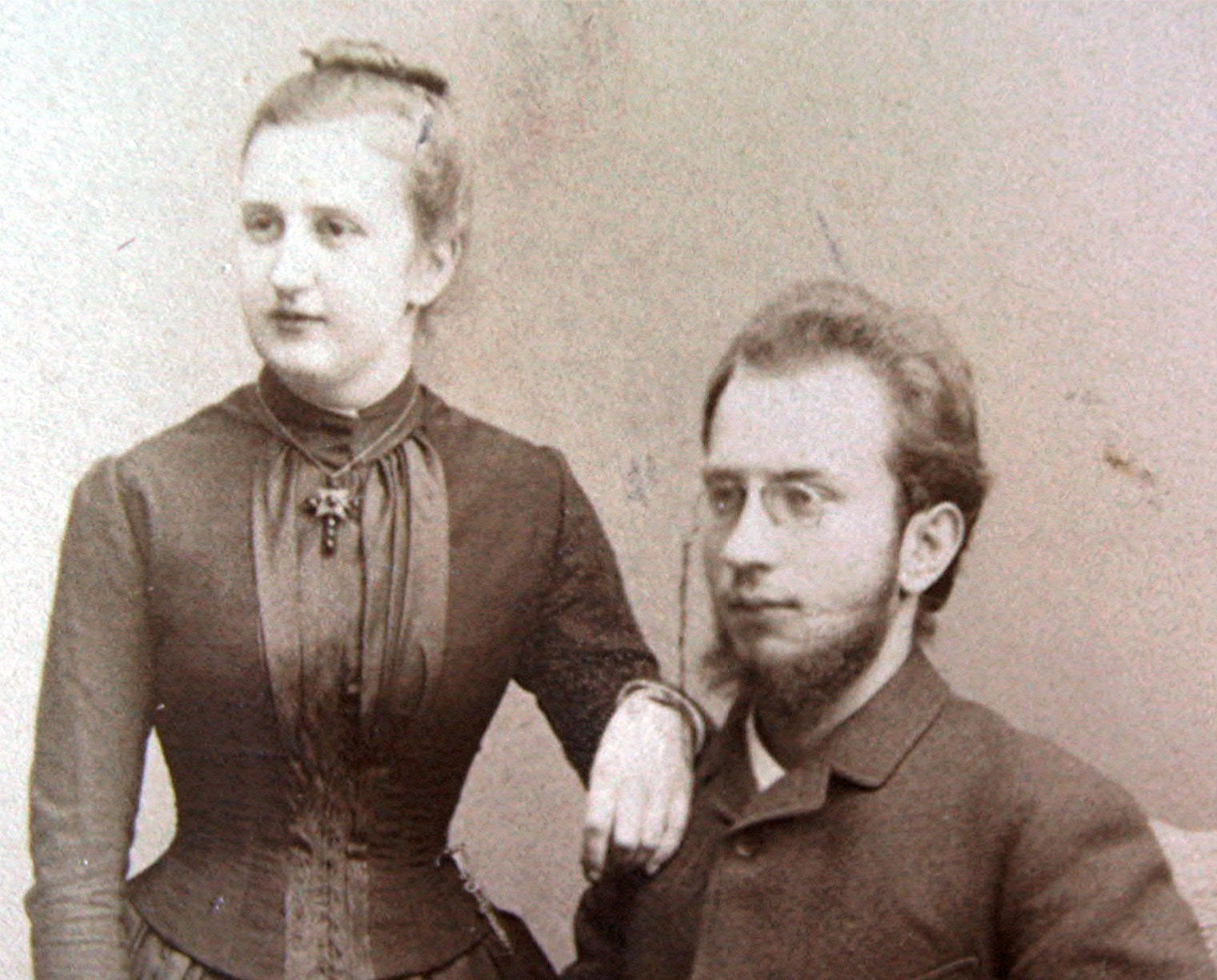
Wilhelm Altmann avec sa femme Marie née Louis vers 1888.

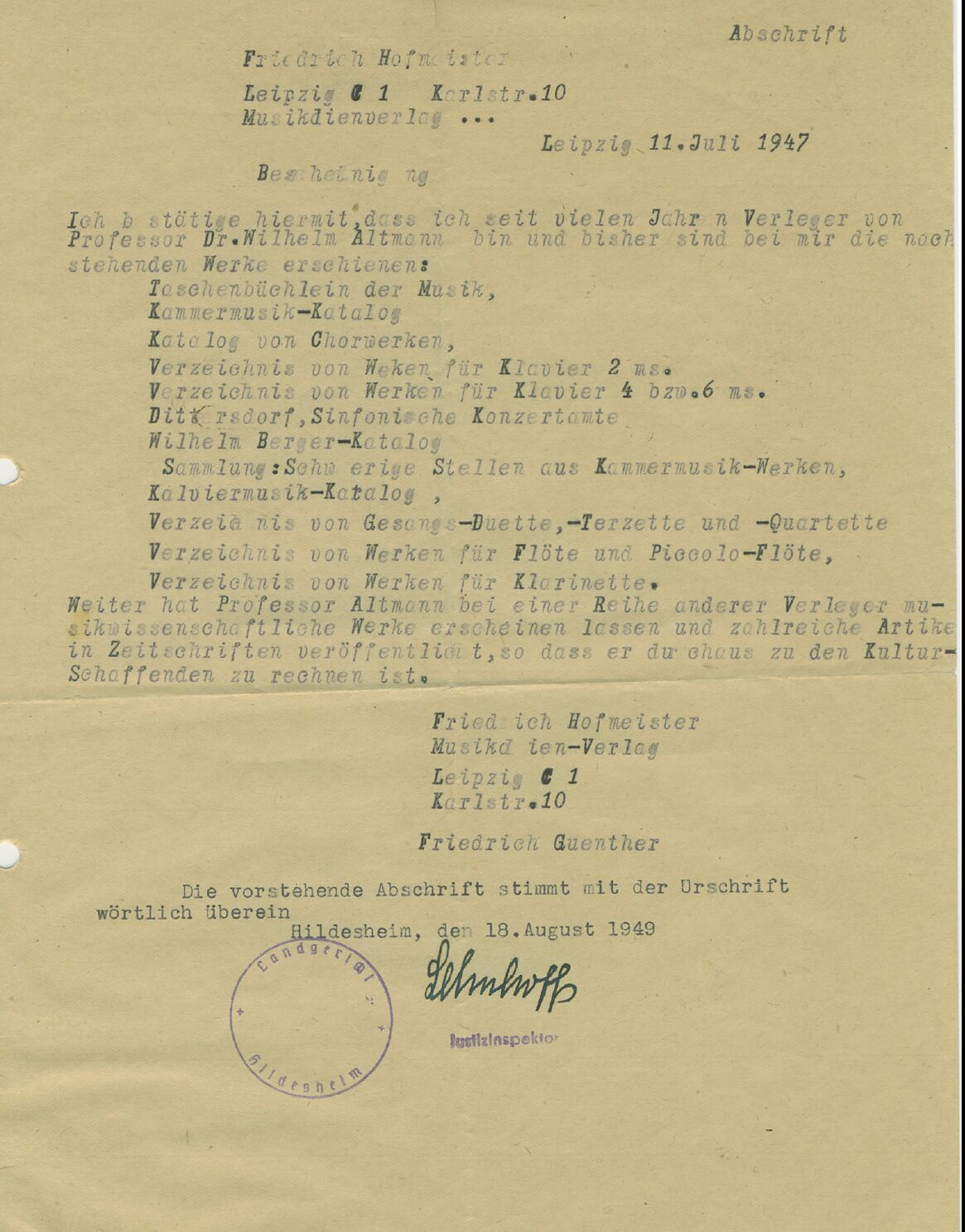
Preuve en tant que « travailleur culturel » de 1947.

Wilhelm Albrecht Altmann (né le 4 avril 1862 à Adelnau, province de Posnanie et mort le 25 mars 1951 à Hildesheim) est un historien et bibliothécaire allemand.

## Biographie
Wilhelm Altmann est le fils du pasteur d'Adelnau et plus tard du surintendant royal Carl Friedrich Wilhelm Altmann et de sa femme Ida née Heinersdorf. Issu d'une famille de musiciens talentueux, Wilhelm Altmann se produit déjà en tant que violoniste dans des spectacles d'opéra pendant ses années d'école primaire au lycée Sainte-Élisabeth de Breslau. Il étudie ensuite l'histoire, la philologie et les sciences politiques aux universités de Marbourg et de Berlin. En 1882, il devient membre de la Marburger Burschenschaft Germania (de). Il reçoit son doctorat en 1885 en tant qu'amanuensis par Leopold von Ranke. Le sujet de la thèse est l'élection d'Albert II comme roi romain. En 1886, il devient bénévole, la même année assistant et en 1888 conservateur à la bibliothèque universitaire de Breslau (de).
Après avoir été transféré à la bibliothèque universitaire de Greifswald en 1889, il s'habilite en 1893 dans le domaine des sciences auxiliaires historiques. Pendant son temps en tant que conférencier privé à Greifswald, il s'est fait remarquer en tant qu'historien du Moyen Âge à travers des publications, dont la regesta de l'empereur Sigismond. Avec Ernst Bernheim, il publie une collection de documents sur l'histoire constitutionnelle allemande. En 1890, il y fonde une association d'orchestres qu'il dirige à partir de 1895. Cette année-là, il rencontre Philipp Losch (de) et le recrute pour travailler à la bibliothèque universitaire.
Wilhelm Altmann est nommé bibliothécaire principal en 1900 et nommé à la Bibliothèque royale de Berlin. En 1905, il reçoit le caractère de professeur. En tant que membre de l'Internationalen Musikgesellschaft fondée par Oskar Fleischer, il écrit une conférence intitulée "Musikbibliotheken – ein frommer Wunsch", dans laquelle il appelle à la création d'une "Bibliothèque musicale du Reich" qui "contiendrait au moins toutes les œuvres musicales publiées en Allemagne dans leur forme originale, de sorte qu'il existe enfin un endroit où l'on peut voir les œuvres d'au moins tous les compositeurs allemands. À Berlin en 1906, il fonde la "Collection de musique allemande à la Bibliothèque royale", qui est ensuite combinée avec la collection de musique ancienne sous sa direction. Cette installation, située sur la Schinkelplatz, devienut le point de collecte de la musique envoyée gratuitement. De 1915 à 1927, Altmann est directeur du département de musique de la Bibliothèque d'État de Prusse. Ici aussi, Philipp Losch est un proche collaborateur d'Altmann en tant que conseiller de la bibliothèque de 1906 à 1915. Dès l'année de fondation de 1917, Altmann est membre de l'Institut princier de recherche musicologique à Bückeburg. Il travaille également comme critique musical et éditeur de partitions, de biographies de musiciens et de bibliographies.
Wilhelm Altmann, lui-même violoniste et quatuor à cordes, est considéré comme l'un des meilleurs spécialistes de la littérature de musique de chambre de son temps et écrit plusieurs manuels dans lesquels il discute d'un grand nombre d'œuvres pour différentes instrumentations et donne des conseils pratiques sur l'interprétation. Il s'efforce toujours de proposer aux musiciens des œuvres de valeur en dehors du répertoire standard. Dans l'ensemble, ses goûts musicaux peuvent être considérés comme plutôt conservateurs. Il est très sceptique à l'égard des tendances modernes, en particulier de la musique dodécaphonique, qui s'exprime souvent dans les critiques d'œuvres. De temps en temps, cependant, il pouvait aussi se réchauffer à une musique plus progressive. De ses ouvrages, le manuel du quatuor à cordes est probablement le plus répandu.
Wilhelm Altmann et son épouse Marie née Louis sont enterrés à Hildesheim, Peiner Strasse dans le cimetière Nord. Wilhelm et Marie Altmann ont trois enfants : Ulrich (de), Ursula et Berthold (de).

## Éditions
- Die Wahl Albrechts II. zum römischen Könige. Dissertation (1885).
- Acta Nicolai Gramis (1889).
- Wilhelm Altmann: Eberhard Windeckes (de) Denkwürdigkeiten zur Geschichte des Zeitalters Kaiser Sigmunds. – zum ersten Male vollständig herausgegeben-, R. Gaertners Verlagsbuchhandlung, Berlin 1893.
- Die alte Frankfurter Deutsche Uebersetzung der Goldenen Bulle Kaiser Karls IV. (1897).
- Böhmer, J.F., Regesta Imperii XI: Die Urkunden Kaiser Sigmunds 1410–1437, bearb. von Altmann, Wilhelm, Innsbruck 1896–1900.
- Öffentliche Musikbibliotheken – Ein frommer Wunsch, in: Zeitschrift der internationalen Musikgesellschaft, Jg. 1903, H. 1, S. 1–17.
- Richard Wagners Briefe nach Zeitfolge und Inhalt (1905).
- Die künftige „Deutsche Musiksammlung“ bei der Königl. Bibliothek in Berlin, in: Zentralblatt für Bibliothekswesen, 23. Jg., 1906, H. 2, S. 66 ff.
- Ausgewählte Urkunden zur außerdeutschen Verfassungsgeschichte seit 1776, 2. vermehrte Auflage (1913).
- Ausgewählte Urkunden zur Brandenburgisch-Preussischen Verfassungs- und Verwaltungsgeschichte, 1. Teil 15.–18. Jahrhundert, 2. stark vermehrte Auflage (1914).
- Ausgewählte Urkunden zur Brandenburgisch-Preussischen Verfassungs- und Verwaltungsgeschichte, 2. Teil 1806–1849, 2. stark vermehrte Auflage (1915).
- Die Kammermusikwerke von Friedrich Lux (1920).
- Handbuch für Streichquartettspieler, Bd. 1: Streichquartette (1927).
- Handbuch für Streichquartettspieler, Bd. 2: Streichquartette (1927).
- Handbuch für Streichquartettspieler, Bd. 3: Streichtrios, -quintette, -sextette, -oktette (1929).
- Einführung in Schuberts sogenanntes Forellen-Quintett op. 114 (Electrola Musikplatten EJ 334-357). Köln ca. 1929.
- Handbuch für Streichquartettspieler, Bd. 4: Musik für Streicher und Bläser (1930).
- Handbuch für Klaviertriospieler (1934).
- Handbuch für Klavierquintettspieler (1936).
- Handbuch für Klavierquartettspieler (1937).
- Otto Nicolais Tagebücher (1937).

Altmann revis également et complète le Führer durch den Violinunterricht d'Albert Tottmann (sous le titre Führer durch die Violinliteratur) et le Kurzgefaßtes Tonkünstler-Lexikon de Paul Frank (de) (réimpression de l'édition de 1936  (ISBN 3-7959-0083-2)).